# Lucide drømme
En lucid drøm er en drøm, hvor drømmeren er bevidst om, at de drømmer. En person, der er ved bevidsthed, selvom personen sover, betragtes som lucid. (lu'cid).

## Videnskabelig historie
I 1913 udgav den hollandske psykiater Frederik (Willem) van Eeden (1860–1932) en artikel hvor han beskrev og navngav den lucide drøm. Selvom det først var i 1913, at fænomenet blev navngivet, kan lucide drømme ses i skrifter helt tilbage fra oldtiden, såsom i et brev fra år 415 f.v.t af Augustin, hvor fænomenet beskrives. Med sit brug af ordet 'lucid' mente van Eeden at beskrive drømmerens indsigt.
I 1968 fandt den britiske filosof Cecila Green frem til en af betingelserne for lucide drømme. Efter at have sammenlignet sine egne forsøg med tidligere, konkluderede hun, at drømmene fandt sted under REM søvn. 
I 1975 udførte Dr. Keith Hearne et forsøg, hvor han formåede at optage (vha. elektrookulografi) sin lucid-drømmende patients øjenbevægelser. De optagede øjenbevægelser stemte overens med dem, Hearne og hans patient havde aftalt på forhånd, hvilket ledte Hearne til at konkludere, at det er muligt at være ved bevidsthed mens man drømmer. Dette forsøg udgav han i The Society for Psychical Research, hvilket ledte til yderligere research inden for lucide drømme.
Med udgangspunkt i Hearnes forsøg foretog Steven Laberge i 1985 en pilotundersøgelse, som viste, at drømmende der talte til ti i deres lucide drømme, havde omtrent den samme tids fornemmelse som når de talte til ti som vågne. Da de drømmende talte fra et til ti i deres lucide drømme signalerede de starten og slutten på deres tællen med en række aftalte øjenbevægelser. Laberge mener, at folk der oplever lucide drømme har en højere mængde beta-1 bølger, hvilket siges at forklare den øgede aktivitet som ses i isselappen under lucide drømme, og at denne højere mængde er hvad der muliggør den drømmendes bevidsthed.
J. Allan Hobson, som beskæftiger sig med neurovidenskab, har opstillet en hypotese for hvad der muligvis kunne være den neurologiske årsag til lucide drømme. Det første trin i at opnå en lucid drøm er at indse, at man drømmer. Denne indsigt opstår muligvis i det præfrontale cortex, som typisk er deaktiveret under REM søvn. Efter at dette område er aktiveret, må den drømmende både fokusere på at forblive i deres drøm og på at være bevidst nok til at indse at de drømmer. Under denne balancegang forslår Hobson at mandelkernen og hippocampus er mindre aktiv. For at forsætte og vedligeholde drømmens intensitet forventes det at pons og isselappen forbliver aktiv. 
I dag fortages der stadig forsøg, primært af The Lucidity Institue som drives af Steven Laberge.

## Mulige anvendelser

### Mareridt
Nogle forslår lucide drømme som en måde at behandle mareridt, da det siges, at dem der lider af mareridt, kunne gavne af at være bevidst om hvornår det de oplever er en drøm. I 2006 blev der fortaget en pilotundersøgelse som viste, at 'lucid drømme terapi' var med til at reducere mængden af mareridt. Denne terapi bestod af øvelser, som siges at øge muligheden for at kunne opnå bevidsthed i sine drømme.

### Kreativitet
I sin bog The Committee of Sleep beskriver den amerikanske psykolog Deirdre Barrett hvordan nogle har lært at fremkalde ønskede billeder i deres lucide drømme, som de kan bruge når de vågner. Her nævnes der fx en kunstner der lader sig inspirere af den kunst de har set i deres drømme. Det nævnes også, at mange der forsøger dette, oplever at det er svært, at erindre billederne fra deres drømme, når de er vågne nok til at føre billedet ud i livet.

## Måder at opnå lucide drømme på
|  | Spekulativt afsnit Bemærk at dette afsnit er præget af spekulationer og bør omskrives så fakta er understøttet af verificerbare kilder. |

Der findes forskellige metoder, som tænkes at hjælpe med at opnå luciditet. De to mest brugte metoder kan overordnet inddeles i hovedkategorierne WILD og DILD:

### Wake Initiated Lucid Dream (WILD)
Wake Initiated Lucid Dream (eller WILD) betyder Vågent Startet Lucid Drøm. Det vil sige, at man går direkte fra at være vågen, til at drømme. Metoden kan udføres efter ca. 6 timer søvn. Derefter er det vigtigt, at man holder sig vågen i mindst 10 minutter, og er aktiv i disse 10 minutter. Man kan fx. skrive i sin drømmedagbog, læse en bog eller løbe en tur. Når man har været vågen i de 10 minutter, lægger man sig i seng igen, og slapper af. Dernæst skal man begynde at rette sit fokus mod én bestemt ting. Den mest brugte metode er at fokusere på sin vejrtrækning og tælle åndedragene. Efter ca. 300 åndedræt, skulle ens krop gerne føles utrolig tung, og det kan føles som om man er sunket ned i sengen, eller ud af sin krop. På dette punkt er det meget normalt, at man ser forskellige hallucinationer, i form af billeder og små sekvenser. Det næste skridt er at fokusere på et af disse billeder, og leve sig ind i det, for til sidst at befinde sig i billedet og deraf i en drøm. Dette kaldes for overførings-fasen.

### Dream Induced Lucid Dream (DILD)
Dream Induced Lucid Dream (eller DILD), Drømmende Startet Lucid Drøm, betyder at man bliver lucid, mens man drømmer. Der er en overflod af teknikker og metoder, til at opnå DILD med, og den mest simple, er bare at være mere observant, at holde øje med sine omgivelser, at være indforstået med hvad forskellen mellem den virkelige verden, og drømmeverdenen er. Man kan også skrive en drømmedagbog, så man kan finde gengående ting i sine drømme. Det kan være en pige med blåt hår, en flyvende bil, et rumvæsen, eller andre unaturlige ting. Altså, at finde sine drømme-tegn..

#### Mnemonic Induced Lucid Dream (MILD)
Mnemonic Inducied Lucid Dream (eller MILD) er en DILD hjælper. Teknikken tager 10 minutter, og skal udføres umiddelbart efter 6 timers søvn. I de 10 minutter skriver man sine drømme ned, og fokuserer intenst på viljen og intentionen, for at blive lucid når man lægger sig til at sove igen. Meningen er at man underbevidst husker sin intention og vilje, så man i sin næste drøm har det i baghovedet, og forhåbentlig kan huske det.

#### Realitetstjek (RC)
Realitetstjekket (Eng.: Reality Check, RC) er et tjek, der tester hvorvidt man drømmer. F.eks. er ord og tal meget ustabile i drømme; de ændrer sig, og skifter form. Hvis man oplever, at et ur viser et absurd tal, det kan være 26:71, så ved man at man drømmer. Det er også et kendetegn i drømme, at man kan trække vejret, selvom man holder eller får sine luftveje blokeret. Pointen i realitets tjek, er at man gør dem i løbet af dagen, hver gang der sker noget usædvanligt, eller bare af ren vane. Hvis man bare gør mindst 4 realitets tjek i timen, så er man godt på vej. Et realitets tjek tager typisk kun nogle sekunder at udføre.

## Lucide drømme i populærkulturen
- Animationsfilmen Waking Life er hovedsagligt baseret på lucide drømme.
- Filmen Inception fra 2010, hvori det er muligt at tilgå andre menneskers drømme.
- Filmen Vanilla Sky, hvori der er hentydninger til lucide drømme.